# Cladodium microcarpon
Cladodium microcarpon là một loài rêu trong họ Bryaceae. Loài này được Hornsch. Hampe mô tả khoa học đầu tiên năm 1879.